# Mads Andersen
Mads Christian Kruse Andersen (Nørre Alslev, 25 de marzo de 1978) es un deportista danés que compitió en remo.
Participó en los Juegos Olímpicos de Pekín 2008, obteniendo una medalla de oro en la prueba de cuatro sin timonel ligero. Ganó dos medallas de oro en el Campeonato Mundial de Remo, en los años 2003 y 2004.

## Palmarés internacional
| Juegos Olímpicos   | Juegos Olímpicos | Juegos Olímpicos | Juegos Olímpicos          |
| Año                | Lugar            | Medalla          | Prueba                    |
| ------------------ | ---------------- | ---------------- | ------------------------- |
| 2008               | Pekín (China)    | Medalla de oro   | Cuatro sin timonel ligero |
| Campeonato Mundial |                  |                  |                           |
| Año                | Lugar            | Medalla          | Prueba                    |
| 2003               | Milán (Italia)   | Medalla de oro   | Dos sin timonel ligero    |
| 2004               | Bañolas (España) | Medalla de oro   | Dos sin timonel ligero    |